# Magway District
Magway District är ett distrikt i Myanmar.   Det ligger i regionen Magwayregionen, i den centrala delen av landet, 110 km nordväst om huvudstaden Naypyidaw.